# Цари Мали град
Цари Мали град е късноантична римска крепост и укрепено селище в Югозападна България, Софийска област, Община Самоков. Разположена е на хълма Св. Спас в планината Верила, над село Белчин. Археологически проучена в периода 2007 – 2010 година.

## История

### Тракийско светилище
Най-ранни следи от човешка дейност на хълма Св. Спас се датират към ранножелязната епоха (VIII – VI век пр. Хр.). Открити са множество ями с култов характер, което показва, че мястото е използвано от местното тракийско население като светилище.

### Римска крепост и укрепено селище
След завладяването на областта от римляните, хълмът продължава на функционира като свято място. През III век е обграден със стена, изградена от дървени колове, плет и глина. В средата на IV век е опожарена.
Изграждането на каменна крепостна стена се датира към края на 60-те години на IV век, като заградената площ е около 1 хектар. В това време Римската империя се управлява от император Валент (364 – 378). При управлението на император Юстиниан I Велики (527 – 565) укреплението е реконстрирано, а при неговия наследник Юстин I (565 – 574) на северната стена е изградена порта с две правоъгълни фланкиращи отбранителни кули. Археологическите проучвания показват, че Цари Мали град престава да изпълнява отбранителни функции след 578 година.

## Археологически проучвания

### Фортификация
Археологическите проучвания на хълма Св. Спас започват през месец август 2007 година и са ръководени от археолога Веселин Хаджиангелов. Разкопките са финансирани от Фондация Възраждане на Белчин. Обектът е разположен на равна тераса, непосредствено под върха на хълма. Разкопките продължават до 2010 година, като учените успяват до установят пет фази на обитаване. Добре е проучена фортификацията, с нейните кули, крепостни стени и порта, както и сгради долепени до крепостната стена. При сондиране във вътрешността терена се установяват културни пластове от селищен живот. От падналата фасадна стена (със запазена височина над 8 метра) на североизточната кула се разбира, какъв е бил типът градеж. Строителството е изпълнено с техниката „opus mixtum“, от четири пояса триредови тухлени ивици, разделящи каменна зидария с височина около 1,30 м. На северната стена на крепостта е разположена единствената порта, оформена като отвор с широчина 3 метра. Тя е отбранявана от две фланкиращи правоъгълни кули (северозападна и североизточна).

### Християнски комплекс
Непосредствено пред северната стена с портата на крепостта са разкрити останките на три последователно изграждани християнски храма. Първият християнски храм е изграден в края IV век, върху останките на езическо светилище с предполагаема квадратна форма. Вторият храм е от VI век и представлява базилика, в чието източно помещение е разположен баптистерий. През XV век върху руините на базиликата е изградена еднокарабна, полувкопана църква, като градежът е от камъни споени с кал. До средата на XX век на това място съществува оброк посветен на Възнесение Христово (Спасовден).

## Туристически обект
Културно-историческият комплекс „Цари Мали град“ е открит официално на 18 юли 2013 година. Той включва късноантична крепост, църковен ансамбъл и зони за отдих и спорт на хълма Св. Спас. Консервирани и реставрирани са южната, северната и източната крепостна стена. Реконструирани са кула №5 (на южната стена), и двете кули на северната стена, фланкиращи портата. Църковният ансамбъл е консервиран и реставриран, като църквата от XV век е реконструирана.
В реконструираните до покрив две кули на северната стена са поместени музейните експозиции – „Праистория“, „Бит и поминък през късната античност“, „Керамика“, „Нумизматика“ и „Военен живот“.
До обекта са изградени две туристически пътеки, които тръгват от село Белчин, както и релсово пасажерно транспорно съоръжение с въжено задвижване.